# Girolamo Benzoni

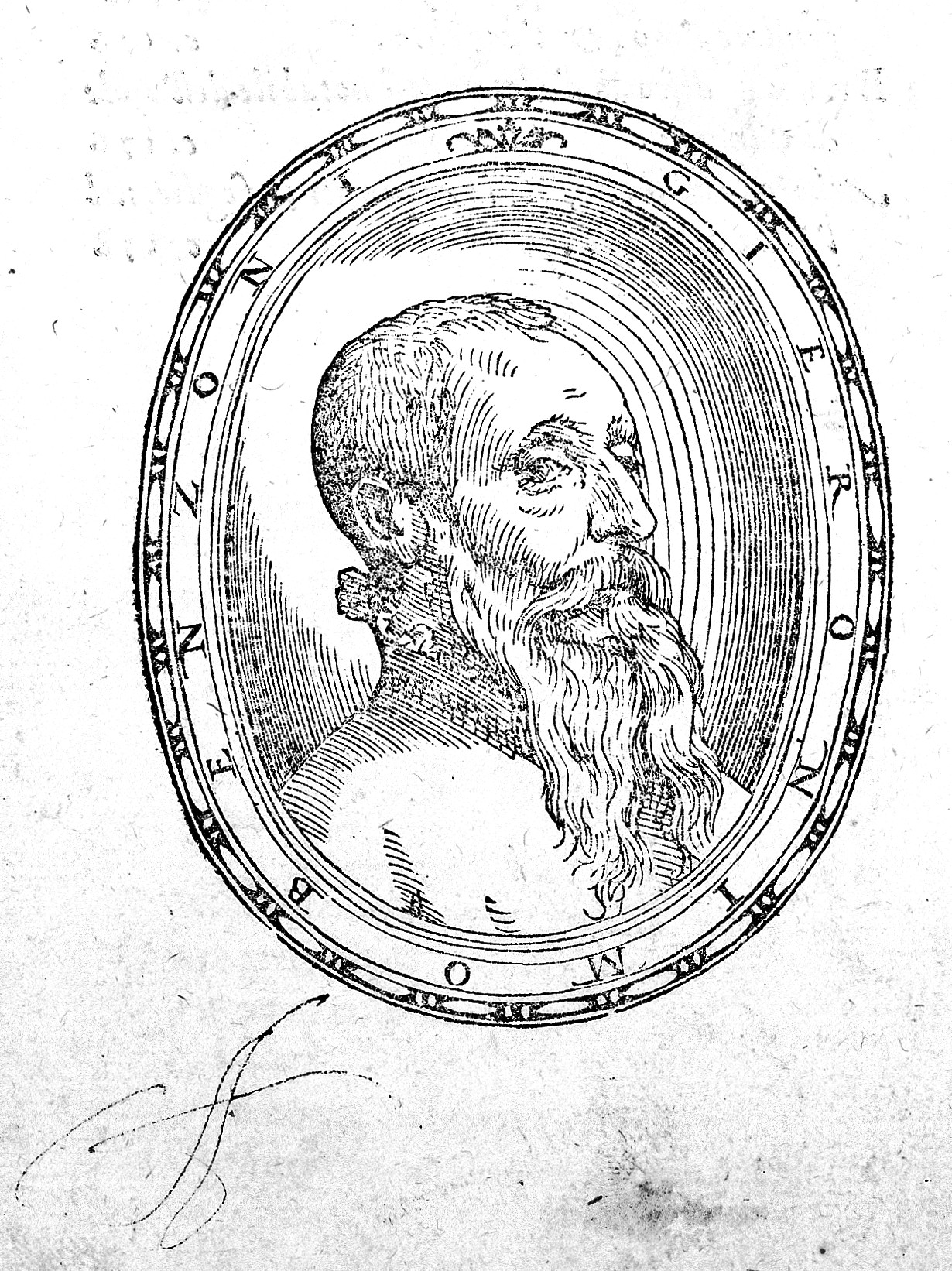
Girolamo Benzoni.

Girolamo Benzoni (* 1519 en Milán; † 1570 en España) fue un comerciante y viajero italiano, conocido por haber publicado una Historia del Nuevo Mundo (Novae novi orbis historiæ, libri tres) publicada en 1565.

## Biografía
Se conoce muy poco de su vida excepto lo que él mismo narra en su obra Novae novi orbis historiae libri tres (Historia del Nuevo Mundo). Se embarca en 1542 en Sanlúcar de Barrameda rumbo a las Antillas y de allí se desplaza por Guatemala así como por la costa este de Sudamérica, regresando a España en el año 1556. Tras su llegada publica el libro que será su obra más conocida.

## Obra
En su Historia del Nuevo Mundo, en tres libros, narra la conquista de México y de Perú. El estilo narrativo es personal, y describe lo que Benzoni pudo ver, pero está lleno de errores y tergiversaciones, porque el autor odiaba a los españoles, al parecer por las dificultades que le habían puesto para comerciar con las Indias. El libro tuvo éxito y se fueron publicando sucesivas ediciones desde la primera del año 1565, pero fue uno de los puntales del desarrollo de la llamada leyenda negra. De eso se dio cuenta Francisco de Quevedo cuando atacó esta obra en su España defendida.

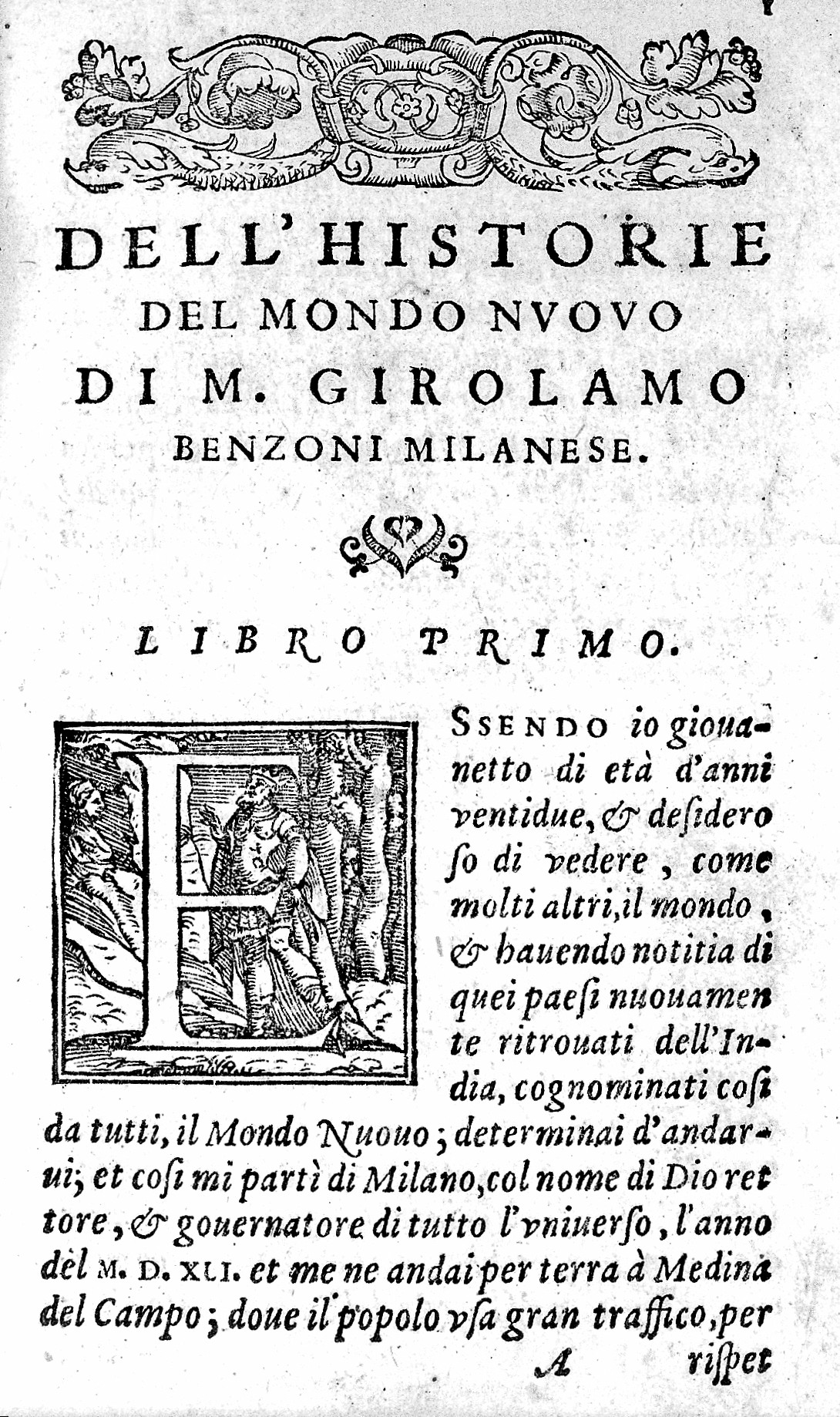
Historia del Nuevo Mundo

## El huevo de Colón
Benzoni, en su Historia del Nuevo Mundo (Venecia, 1565) cuenta la siguiente historia: 

Estando Cristóbal Colón a la mesa con muchos nobles españoles, uno de ellos le dijo: 'Sr. Colón, incluso si vuestra merced no hubiera encontrado las Indias, no nos habría faltado una persona que hubiese emprendido una aventura similar a la suya, aquí, en España que es tierra pródiga en grandes hombres muy entendidos en cosmografía y literatura'.  Colón no respondió a estas palabras pero, habiendo solicitado que le trajeran un huevo, lo colocó sobre la mesa y dijo: 'Señores, apuesto con cualquiera de ustedes a que no serán capaces de poner este huevo de pie como yo lo haré, desnudo y sin ayuda ninguna'. Todos lo intentaron sin éxito y cuando el huevo volvió a Colón éste al golpearlo contra la mesa, colocándolo sutilmente lo dejó de pie. Todos los presentes quedaron confundidos y entendieron lo que quería decirles: que después de hecha y vista la hazaña, cualquiera sabe cómo hacerla.

De esta historia viene el dicho popular de que "Colón fue el primer hombre que... puso un huevo de pie" y que se use la expresión "como el huevo de Colón" para describir algo que parecía complejo o difícil y que resulta simple o sencillo una vez entendido.